# Aisan Racing Team/2006
Deze pagina geeft een overzicht van de Aisan Racing Team wielerploeg in 2006.

## Renners
| Naam               | Geboortedatum     | Nationaliteit | Ploeg 2005    |
| ------------------ | ----------------- | ------------- | ------------- |
| Ken Akita          | 28 maart 1975     | Japan         | Onbekend      |
| Takeaki Ayabe      | 5 september 1980  | Japan         | Miyata-Subaru |
| Takumi Beppu       | 29 september 1979 | Japan         | Onbekend      |
| Satoshi Hirose     | 17 maart 1976     | Japan         | Onbekend      |
| Yoshitaka Koriyama | 2 mei 1981        | Japan         | Onbekend      |
| Kazuhiro Mori      | 17 september 1982 | Japan         | Onbekend      |
| Taiji Nishitani    | 1 februari 1981   | Japan         | Onbekend      |
| Koki Shimbo        | 24 maart 1974     | Japan         | Onbekend      |
| Mitsuteru Tanaka   | 27 september 1971 | Japan         | Onbekend      |

## Kalender (profwedstrijden)
| Wedstrijd          | Datum              | Categorie |
| ------------------ | ------------------ | --------- |
| Japan Cup          | 1 januari 2006     | 1.HC      |
| Ronde van Langkawi | 3-12 februari 2006 | 2.1       |

## Overwinningen
| Wedstrijd                         | Datum                | Categorie | Winnaar         |
| --------------------------------- | -------------------- | --------- | --------------- |
| Proloog Ronde van Hokkaido        | 13 september 2006    | 2.2       | Kazuhiro Mori   |
| 3e etappe Ronde van Hokkaido      | 16 september 2006    | 2.2       | Taiji Nishitani |
| Eindklassement Ronde van Hokkaido | 13-18 september 2006 | 2.2       | Taiji Nishitani |

2006 · 2007 · 2008 · 2009 · 2010 · 2011 · 2012 · 2013 · 2014 · 2015 · 2016